# 珠心胚実生
珠心胚実生（しゅしんはいみしょう）は、発芽した芽が、受精の結果生じた胚とは別に、珠心胚とよばれる親植物の細胞由来からの芽であること。
おもに柑橘類の育成に活用される。